# Mince Spies
Mince Spies — третій мініальбом англійського гурту Coldplay, який вийшов 30 листопада 2001 року.

## Композиції
1. Have Yourself a Merry Little Christmas – 2:22
2. Yellow – 5:14

## Склад
- Кріс Мартін — вокал, гітара, клавішні
- Джонні Бакленд — гітара
- Гай Берімен — бас-гітара
- Вілл Чемпіон — ударні